# Valdez (municipalité)
Pour les articles homonymes, voir Valdez.
Valdez est l'une des quinze municipalités de l'État de Sucre au Venezuela. Son chef-lieu est Güiria. En 2011, la population s'élève à 38 511 habitants.

## Géographie

### Subdivisions
La municipalité est divisée en quatre paroisses civiles avec, chacune à sa tête, une capitale (entre parenthèses) :
- Cristóbal Colón (Macuro) ;
- Bideau (Rio Salado) ;
- Güiria (Güiria) ;
- Punta de Piedras (Yoco).